# Заслуженный специалист Вооружённых Сил Республики Беларусь
«Заслуженный специалист Вооружённых Сил Республики Беларусь» (бел. Заслужаны спэцыяліст Узброеных Сіл Рэспублікі Беларусь) — почётное звание в Республике Беларусь. Присваивается по распоряжению Президента Республики Беларусь военнослужащим за профессиональные заслуги в укреплении обороноспособности страны.

## Порядок присваивания

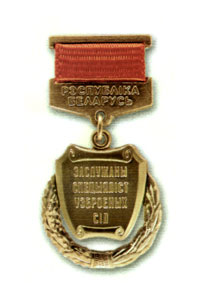
Изображение награды до 2020 года

Присваиванием почётных званий Республики Беларусь занимается Президент Республики Беларусь, решение о присвоении оформляется его указами. Государственные награды (в том числе почётные звания) вручает лично Президент либо его представители. Присваивание почётных званий Республики Беларусь производится на торжественной церемонии, государственная награда вручается лично награждённому, а в случае присваивания почётного звания выдаётся и свидетельство. Лицам, удостоенным почётных званий Республики Беларусь, вручают нагрудный знак.

## Требования
Почетное звание «Заслуженный специалист Вооруженных Сил Республики Беларусь» присваивается военнослужащим, служащим не менее 15 лет в календарном исчислении, за заслуги в укреплении обороноспособности страны и высокие результаты достигнутые в боевой подготовке, освоении, эксплуатации, обслуживании вооружения и военной техники и воспитании военных кадров.